# Phyllodromica andorrana
Phyllodromica andorrana es una especie de cucaracha del género Phyllodromica, familia Ectobiidae. Fue descrita científicamente por Failla & Messina en 1992.
Habita en Andorra.